# 데렉 람세이

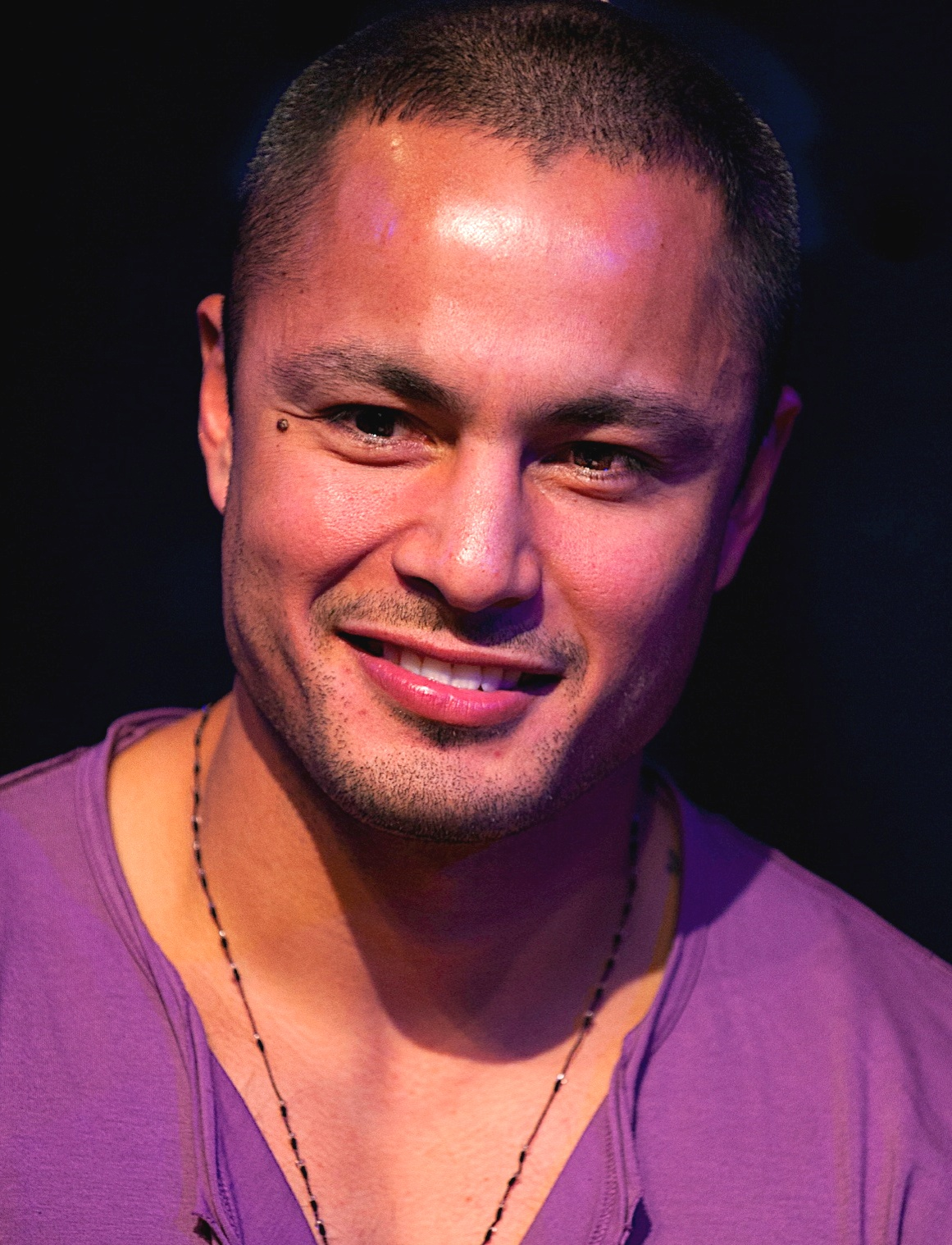

데렉 람세이(Derek Ramsay, 1976년 12월 7일 ~ )는 영국의 배우, 모델, 텔레비전 배우이다.
런던에서 태어났다.

## 영화
- 엑스 위드 베네핏 (2015년)
- 잉글리쉬 온니, 플리즈 (2014년)
- 프레이베이트 벤자민 (2011년) - 브랜돈 역
- 원 모어 찬스 (2007년)
- 카살, 카살리, 카살로 (2006년)